# 韋安特山
77°33′S 162°42′E / 77.550°S 162.700°E
韋安特山（英語：Mount Weyant）是南極洲的山峰，位於維多利亞地的斯科特海岸，海拔高度1,930米，處於洛夫特斯冰川和紐沃爾冰川之間，以氣象學家命名，現時由南極條約體系管理。